# ۍ
Yā queue est une lettre additionnelle de l’alphabet arabe utilisée en pachto.

## Utilisation
En pachto, ‹ ۍ › représente une diphtongue [əi].